# ジャズ来るべきもの
『ジャズ来るべきもの』（じゃずきたるべきもの、The Shape of Jazz to Come）は、ジャズ・サックス奏者オーネット・コールマンが、アトランティック・レコードへ移籍して1959年に発表したアルバム。後にフリー・ジャズと呼ばれる新しい音楽の雛形となった作品。現行CDには、ボーナス・トラックが2曲追加されている。

## 解説
デビュー当時からの盟友のドン・チェリーとビリー・ヒギンズ、本作が初共演となるチャーリー・ヘイデンを従えたカルテットで制作。ピアノを使わず、2ホーンをフロントに配することで、定型的なコードの制約から逃れ、また、楽曲の構成も従来の手法から逸脱して、自由度の高い演奏を繰り広げた。とりわけ、サックスとコルネットが微妙にずれた状態でテーマ・メロディを奏でる「ロンリー・ウーマン」は、美しいメロディと、意図的な不協和音が不思議な味を醸し出し、オーネットの初期の代表曲とされる。オーネットの理解者的存在であるモダン・ジャズ・カルテットは、アルバム『ロンリー・ウーマン』で、この曲をカバーした。
タイトルは、オーネットの録音スタジオにたまたま遊びに来たジョン・ルイスが、オーネットの演奏を聴いて思わずつぶやいた言葉だという説がある。
『ローリング・ストーン誌が選ぶオールタイム・グレイテスト・アルバム500』に於いて、248位にランクイン。

## 収録曲
全曲、オーネット・コールマン作曲。
サイド1
1. ロンリー・ウーマン - "Lonely Woman" - 4:59
2. イヴェンチュアリー - "Eventually" - 4:20
3. ピース - "Peace" - 9:04

サイド2
1. フォーカス・オン・サニティ - "Focus On Sanity" - 6:50
2. コンジニアリティ - "Congeniality" - 6:41
3. クロノロジー - "Chronology" - 6:05

### CDボーナストラック
1. モンク・アンド・ザ・ナン - "Monk And The Nun" - 5:35
2. ジャスト・フォー・ユー - "Just For You" - 3:48

## 演奏メンバー
- オーネット・コールマン - アルト・サクソフォーン
- ドン・チェリー - コルネット
- チャーリー・ヘイデン - ダブルベース
- ビリー・ヒギンズ - ドラム